# 13-й пехотный полк (Австро-Венгрия)
13-й Галицийский пехотный полк (нем. Galizisches Infanterie-Regiment Nr. 13) — галицийский пехотный полк Единой армии Австро-Венгрии.

## История
Образован в 1814 году. Ранее носил имя Юнга-Штархембурга. Участвовал в Наполеоновских войнах и Австро-итало-прусской войне, а также в подавлении Венгерского восстания. В разное время покровителями полка были:
- 1861—1871: барон Йозеф фон Бамберг
- 1871—1873: барон Карл фон Бальтин
- 1873—1889: граф Йохан Карл Гуйн
- 1901—1904: Шмидт
- 1904—1918: Юнг-Штаремберг

Полк состоял из 4-х батальонов: 1-й базировался в Мостаре, 2-й, 3-й и 4-й — в Кракове. Национальный состав полка по состоянию на 1914 год: 82% — поляки, 10% — чехи, 8% — прочие национальности. В 1914 году полк отправился на Итальянский фронт Первой мировой войны.
В ходе так называемых реформ Конрада с июня 1918 года число батальонов было сокращено до трёх, и 3-й батальон был расформирован.

## Командиры
- 1859—1865: полковник Леопольд Гондрекур[10]
- 1865: полковник Герман Хирст фон Неккаршталь[11]
- 1873: полковник Виктор фон Панц
- 1879: полковник Антон Клестилль[12]
- 1903—1904: Отто Майкснер
- 1905—1908: риттер Альберт фон Раффай
- 1909—1910: полковник Адольф Шмуккер[13]
- 1901—1912: полковник Станислав Гживиньский[пол.]
- 1913—1914: полковник Йозеф Крассер[2]

## Известные военнослужащие
- Эрнест Гижеевский[пол.]
- Фридрих Австрийский, герцог Тешенский